# Cucuyagua
Cucuyagua – gmina (municipio) w zachodnim Hondurasie, w departamencie Copán. W 2010 roku zamieszkana była przez ok. 14,1 tys. mieszkańców. Siedzibą administracyjną jest miejscowość Cucuyagua.

## Położenie
Gmina położona jest w południowej części departamentu. Graniczy z 5 gminami:
- San Agustín i Santa Rosa de Copán od północy,
- Talgua od wschodu,
- San Pedro de Copán od południa,
- La Unión od zachodu.

## Miejscowości
Według Narodowego Instytutu Statystycznego Hondurasu na terenie gminy położone były następujące miasteczka i wsie:
- Cucuyagua
- Cartagua
- El Níspero
- El Portillo
- El Tránsito
- Gualtaya
- Ojos de Agua
- San José de Las Palmas

## Demografia
Według danych honduraskiego Narodowego Instytutu Statystycznego na rok 2010 struktura wiekowa i płciowa ludności w gminie przedstawiała się następująco:
| Wiek      | 0–3   | 4–6   | 7–12  | 13–17 | 18–24 | 25–64 | 65+ | razem  |
| Cucuyagua | 1 606 | 1 401 | 2 362 | 1 656 | 1 911 | 4 648 | 533 | 14 118 |
| Mężczyźni | 832   | 738   | 1 232 | 856   | 1 003 | 2 344 | 266 | 7 271  |
| Kobiety   | 775   | 664   | 1 130 | 800   | 908   | 2 304 | 268 | 6 847  |